# Tanasee
Der Tanasee (amharisch ጣና ሐይቅ t’ana häyq), auch Tsanasee oder Dembeasee genannt, liegt im Hochland von Abessinien in Äthiopien (Ostafrika). Er ist Afrikas höchstgelegener und Äthiopiens größter See. Sein Abfluss ist der Blaue Nil. Seit 2015 ist der Tanasee Teil eines Biosphärenreservates, der Lake Tana Biosphere Reserve.

## Geographie

### Lage und Größe des Sees
Er liegt inmitten einer hügeligen Landschaft in einem kesselförmigen großen Becken rund 370 km nordwestlich von Addis Abeba und rund 70 km südlich von Gonder in einer Höhe von ca. 1786 m über dem Meeresspiegel. Er ist ca. 70 km lang und bis zu 65 km breit und hat eine Fläche von mehr als 3000 km². Seine Tiefe beträgt im Durchschnitt 8 m, maximal nur etwa 14 m. Der Seespiegel schwankte vor der Regulierung entsprechend den Niederschlagsmengen um ca. 1,6 m, wobei der Höchststand im August bei einem Niederschlag von 500 mm (im Monat) erreicht wurde. Dadurch wurden größere Flächen Uferland überschwemmt, was zur Fruchtbarkeit der Äcker beitrug.
An der Südspitze des Sees liegt Bahir Dar, die Hauptstadt der Provinz Amhara und die drittgrößte Stadt Äthiopiens. In dem See befinden sich zahlreiche Inseln, deren Zahl je nach Wasserstand variiert. Neueste Zählungen gehen von etwa 30 Inseln aus.

### Einzugsgebiet, Zuflüsse
Der Tanasee hat ein Einzugsgebiet von 15.054 km², nach anderen Angaben von 15.340 km². Die jährlichen Niederschläge betragen zwischen 1450 mm in Bahir Dar und 1050 mm in Gondar. Die Regenzeit dauert im Süden des Einzugsgebiets von April/Mai bis Oktober/November, in den nördlichen Bereichen ist sie etwas kürzer.
Der See hat mehr als 30 Zuflüsse, die größten sind der Gilgel Abay (Kleiner Abbai), der Gumara und der Rib. Erwähnenswert ist außerdem der Kleine Angereb, an dem das Angereb Reservoir zur Trinkwasserversorgung der Stadt Gonder errichtet wurde.

### Abflüsse
Der natürliche Abfluss des Sees ist der Abbai (englisch Abay oder Abbay), wie der Blaue Nil in Äthiopien genannt wird, bei Bahir Dar. Der Abfluss wird seit 1996 durch das 3 m hohe Chara-Chara-Wehr reguliert, mit dem der Wasserspiegel des Sees zwischen 1784 m und (einschließlich eine Überlaufs von 0,5 m) maximal 1787,5 m ü. d. M. reguliert werden kann.
Das Chara-Chara-Wehr wurde gebaut, um die starken Schwankungen der Höhe des Wasserspiegels aufgrund der Regenzeiten auszugleichen und ausreichend Wasser für die ca. 30 km flussabwärts stehenden Tis-Abay-Kraftwerke auch in der Trockenzeit sicherzustellen.
Seit der Inbetriebnahme des Tana-Beles-Kraftwerks im Jahre 2010 hat der Tanasee einen weiteren Abfluss durch dieses Kraftwerk in den Beles, der kurz vor der sudanesischen Grenze in den Blauen Nil mündet.

## Fauna
Im Tanasee kommen Fische aus 4 Familien vor, Karpfenfische, Buntbarsche, Plattschmerlen und Kiemensackwelse. Die meisten gehören zu den Karpfenfischen, darunter 15 endemische Arten aus der Gattung Labeobarbus. Sie bilden dort einen monophyletischen Artenschwarm dessen gemeinsamer Vorfahre erst vor 10.000 bis 25.000 Jahren in den See eingewandert ist. Die übrigen Karpfenfische gehören zu den Gattungen Garra und Enteromius. Plattschmerlen, Buntbarsche und Kiemensackwelse sind jeweils nur durch eine Art vertreten, dies sind Afronemacheilus abyssinicus und die in Afrika weit verbreiteten Fischarten Oreochromis niloticus und Clarias gariepinus.

## Nutzung
Das Einzugsgebiet des Tanasees besteht aus kaum (noch) bewaldetem Bergland, das von der stetig zunehmenden Bevölkerung bis in immer größere Höhen zum Eigenbedarf auf meist weniger als einem halben Hektar pro Familie bewirtschaftet wird. In dem Gebiet wohnen etwa 3 Millionen Menschen, die meist in äußerst bescheidenen Verhältnissen von Landwirtschaft und Fischfang leben.
Gemäß dem Ethiopian Department of Fisheries and Aquaculture wurden 2002 insgesamt 1454 Tonnen Fisch in Bahir Dar angelandet. Dabei handele es sich nur um 15 % der nachhaltig verfügbaren Menge. Andere weisen darauf hin, wie leicht der Fischbestand gefährdet werden kann.
Tourismus zu den Klöstern und den Wasserfällen spielt eine zunehmende wirtschaftliche Rolle.
Auf dem See verkehren 12 Schiffe der staatlichen Lake Tana Transport Enterprise, die Personen und Fracht befördern (Stand 2008). Vier der Schiffe stammen noch aus der Zeit von Italienisch-Ostafrika. Sie wurden 1941 von den abziehenden Italienern versenkt, anschließend auf äthiopische Initiative wieder gehoben und instand gesetzt und waren 40 Jahre lang die einzigen Boote des Unternehmens.
Daneben werden die traditionellen Tankwas benutzt, aus Papyrus hergestellte Boote unterschiedlicher Größe vom Ein-Mann-Kanu bis zum Lastkahn.

## Besonderheiten
Der Tanasee ist ein wichtiges Regulativ für die Trockenzeit, er steuert in der Trockenzeit 25 % des Wassers des Abbay an der sudanesischen Grenze bei. Wegen seiner geringen Tiefe ist er jedoch anfällig für Ereignisse, die sonst nicht vergleichbare Auswirkungen hätten. Während der Dürre im Jahr 2003 fiel der Wasserspiegel des Sees um 2 m, teilweise auch infolge des Bedarfs der Tis-Abay-Kraftwerke. Seine Oberfläche wurde dadurch um 35 km² reduziert, die Schifffahrt musste für drei Monate eingestellt werden. Während der Flut im Jahr 2006 wurden dagegen mehr als 15.000 ha überschwemmt, 10.000 Personen wurden vertrieben und 2500 Haustiere fortgeschwemmt. Die zunehmende Erosion beschleunigt dabei die Verlandung des Sees.
Nachdem das Tana-Beles-Kraftwerk zusätzlichen Bedarf an abfließendem Wasser geschaffen hat, dürfte die Zukunft des Tanasees und seiner Bewohner erheblich von der richtigen Steuerung des Chara-Chara-Wehrs abhängen.

## Klöster
Auf 20 der 30 Inseln des Tanasees befinden sich Klöster, die teilweise im 14. Jahrhundert gegründet worden sind. Sie befinden sich unter anderen auf den Inseln Birgida Maryam, Daga (Name des Klosters: Dega Estefanos), Dek, Narga, Tana Cherkos, Mitsele Fasilidas, Kebran und Debre Maryam. Auch auf den Halbinseln Gorgora, Mandaba und Zeghe sind Kirchen und Klöster erbaut worden.

## Galerie

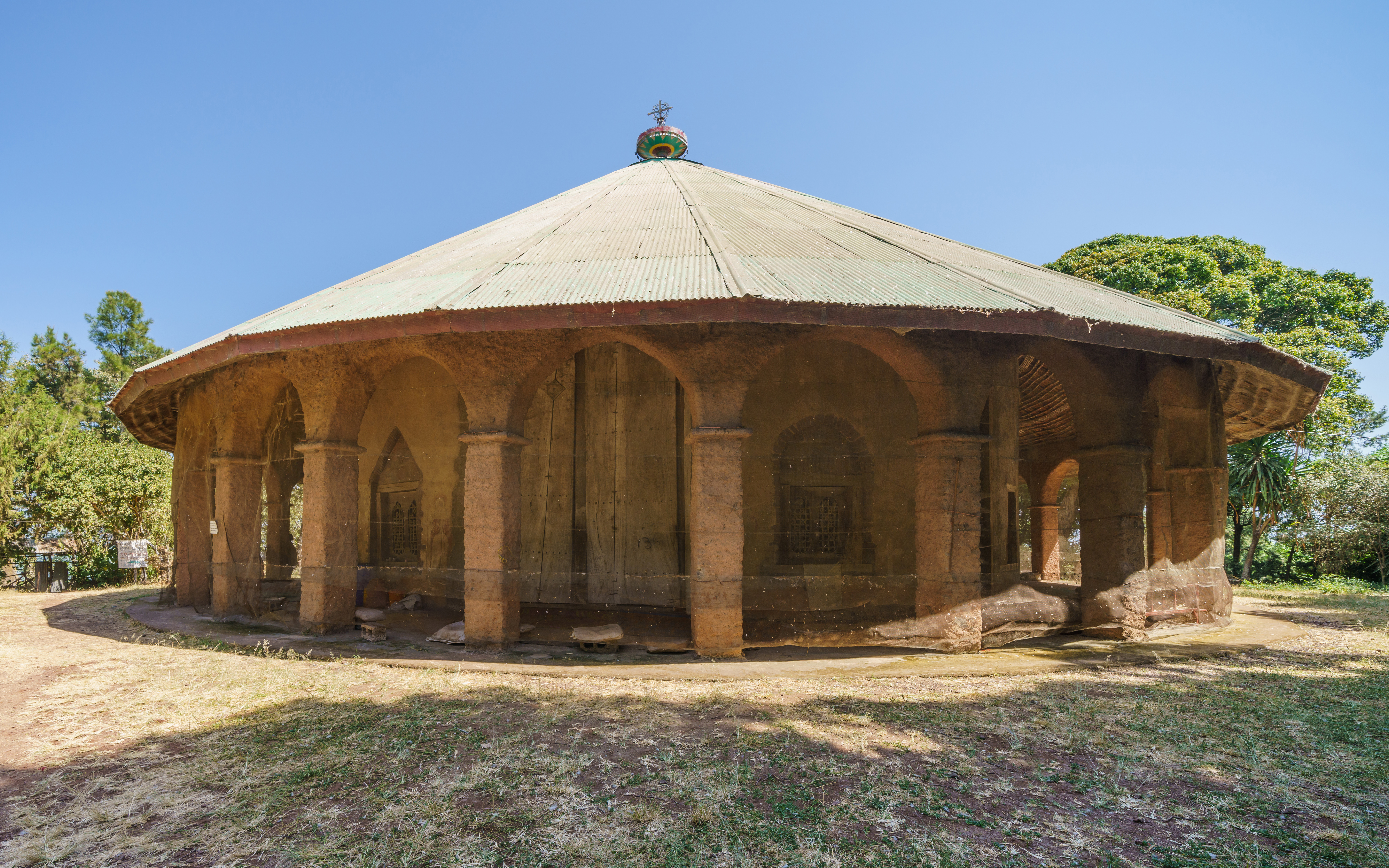
Kirche im Kebran-St.-Gabriel-Kloster
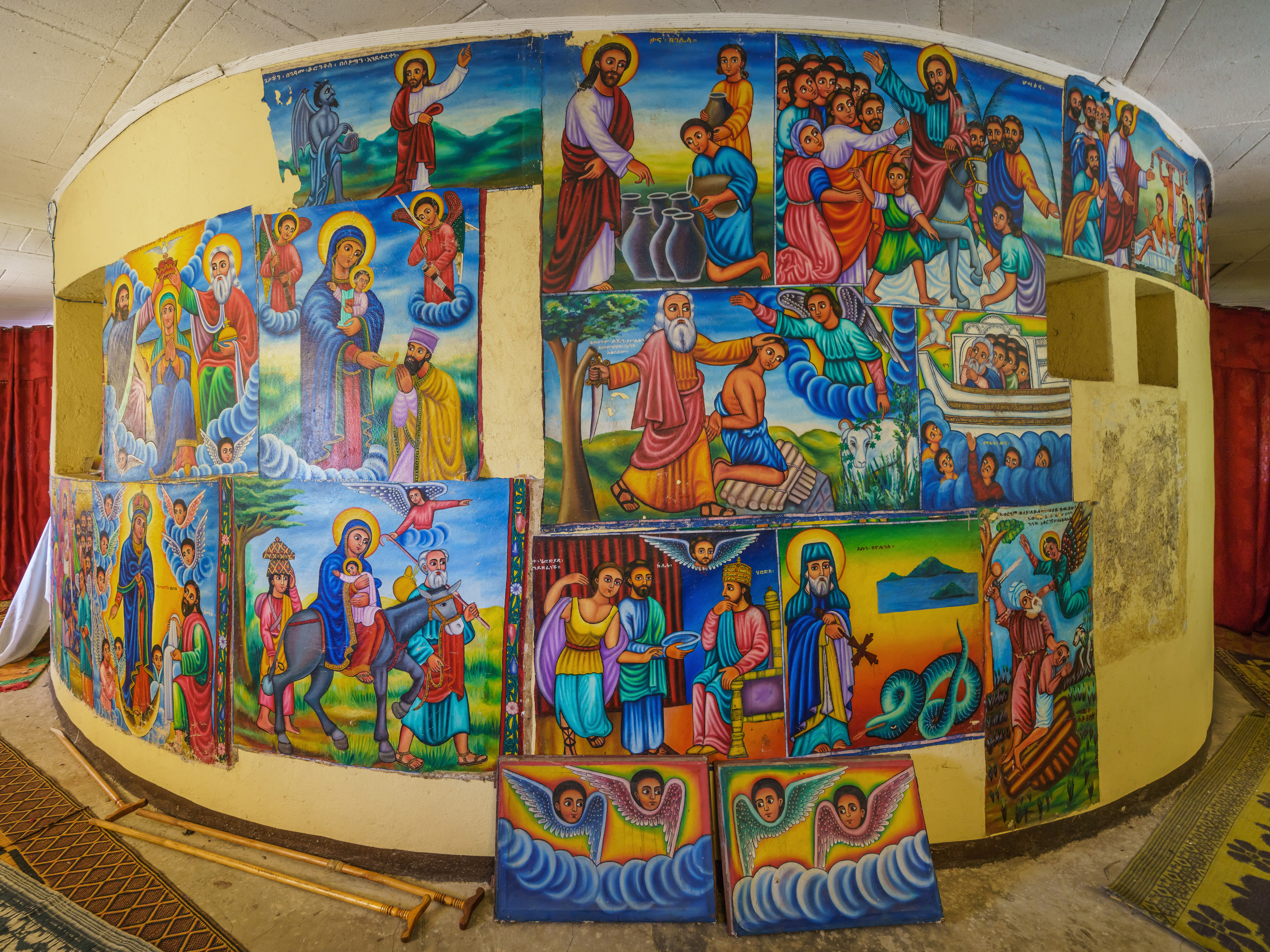
Kirchenfresken im Aba-Entons-Kloster
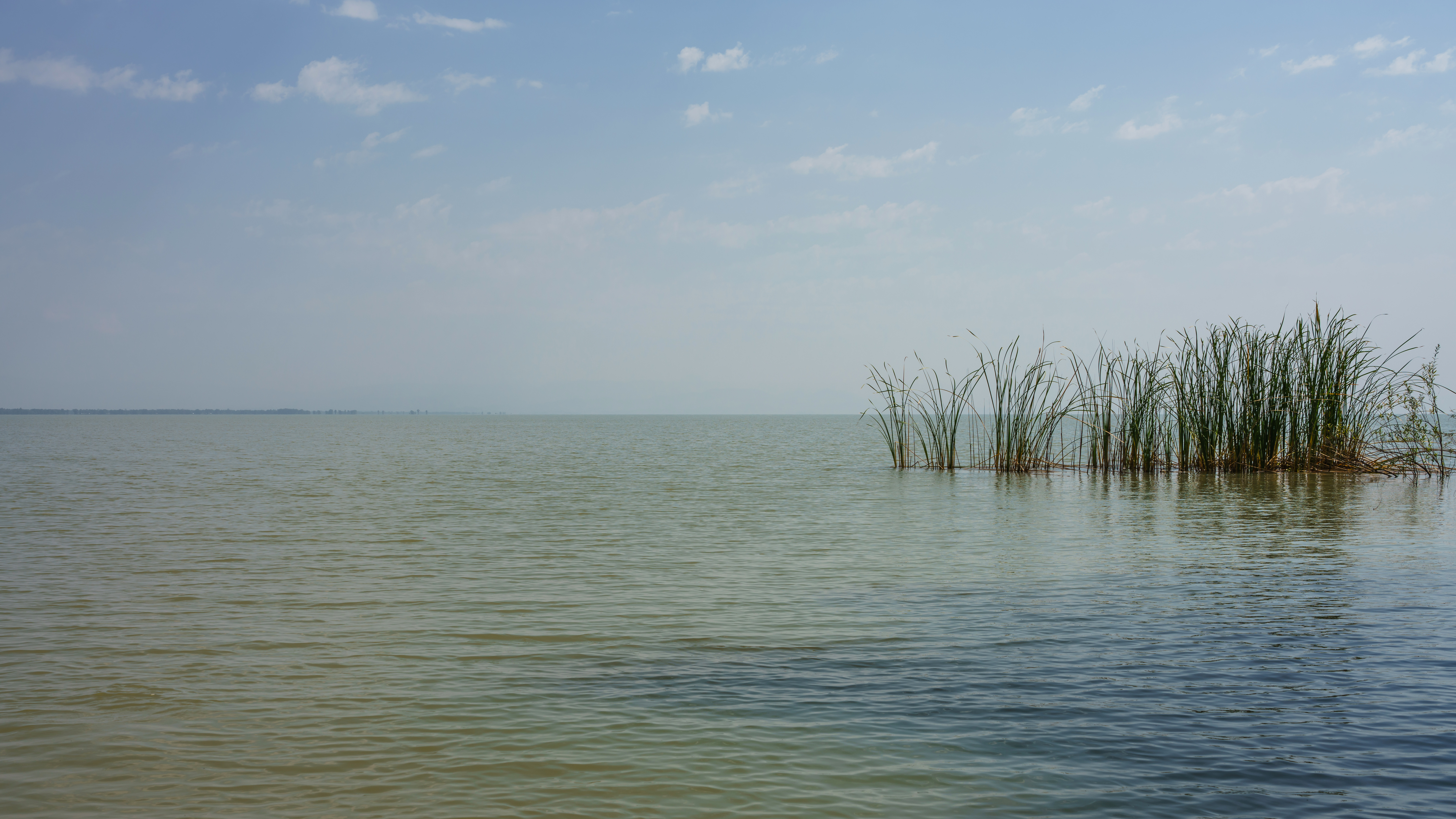
Blick über den Tanasee nahe Gorgora
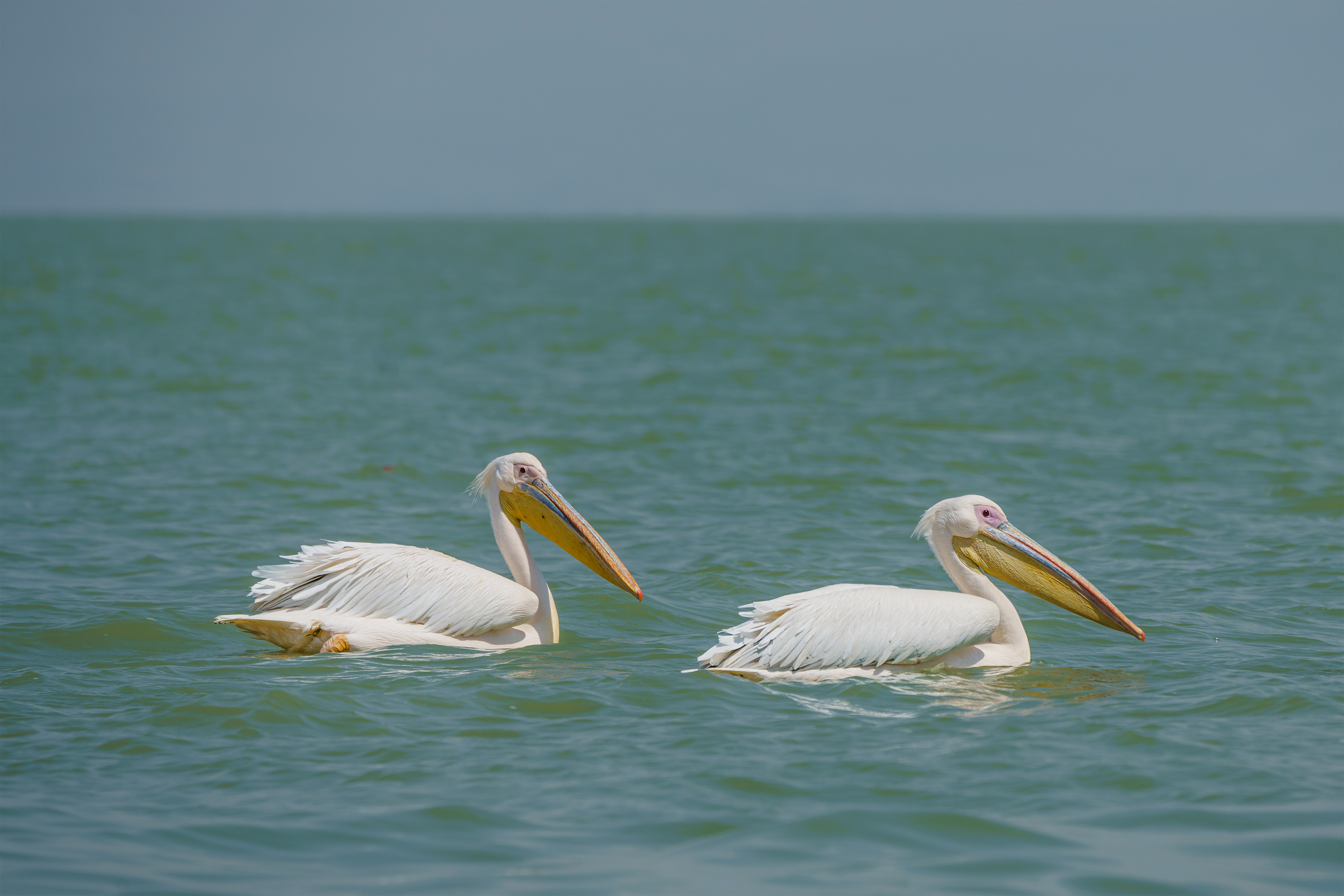
Pelikane auf dem Tanasee
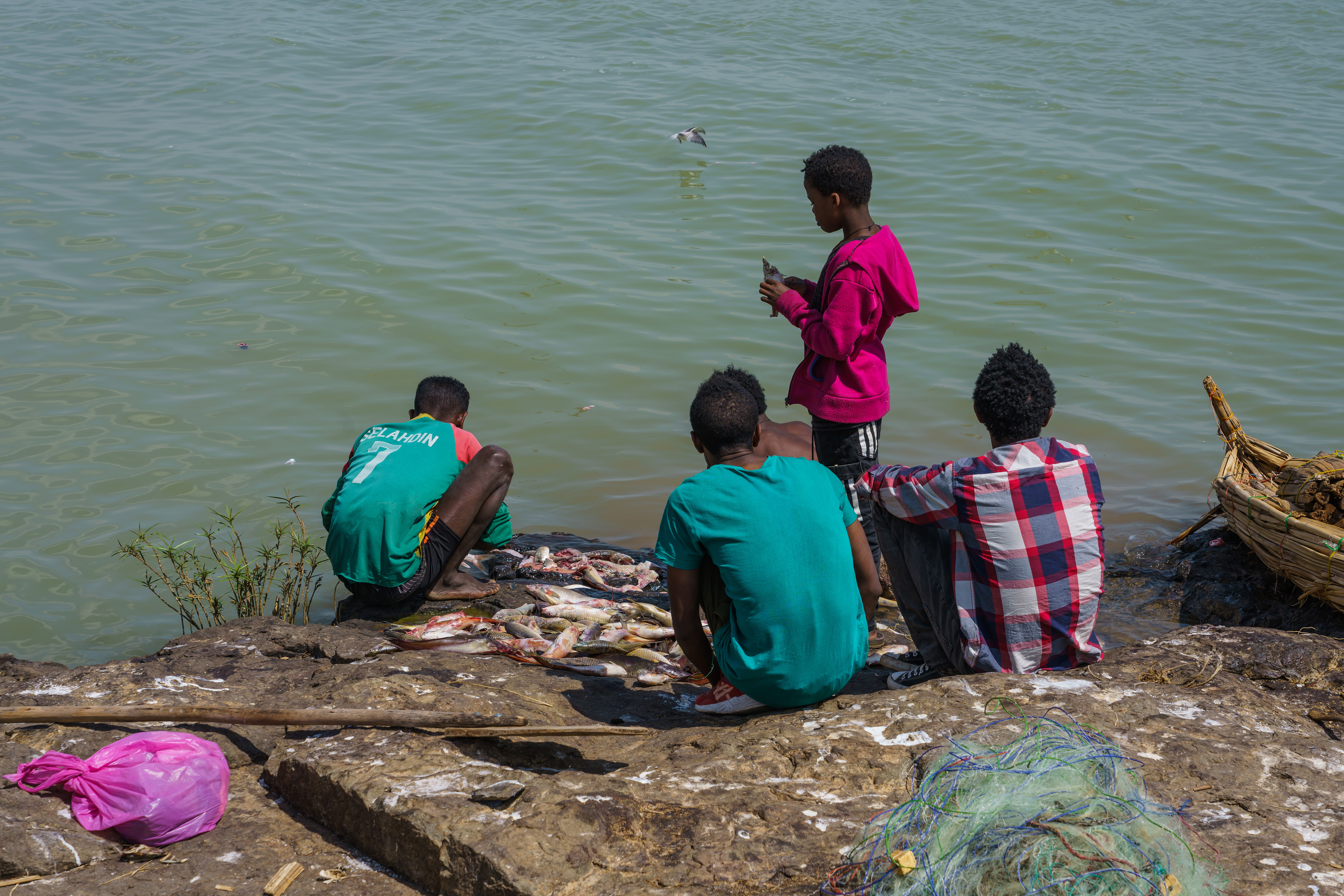
Fischer am Tanasee
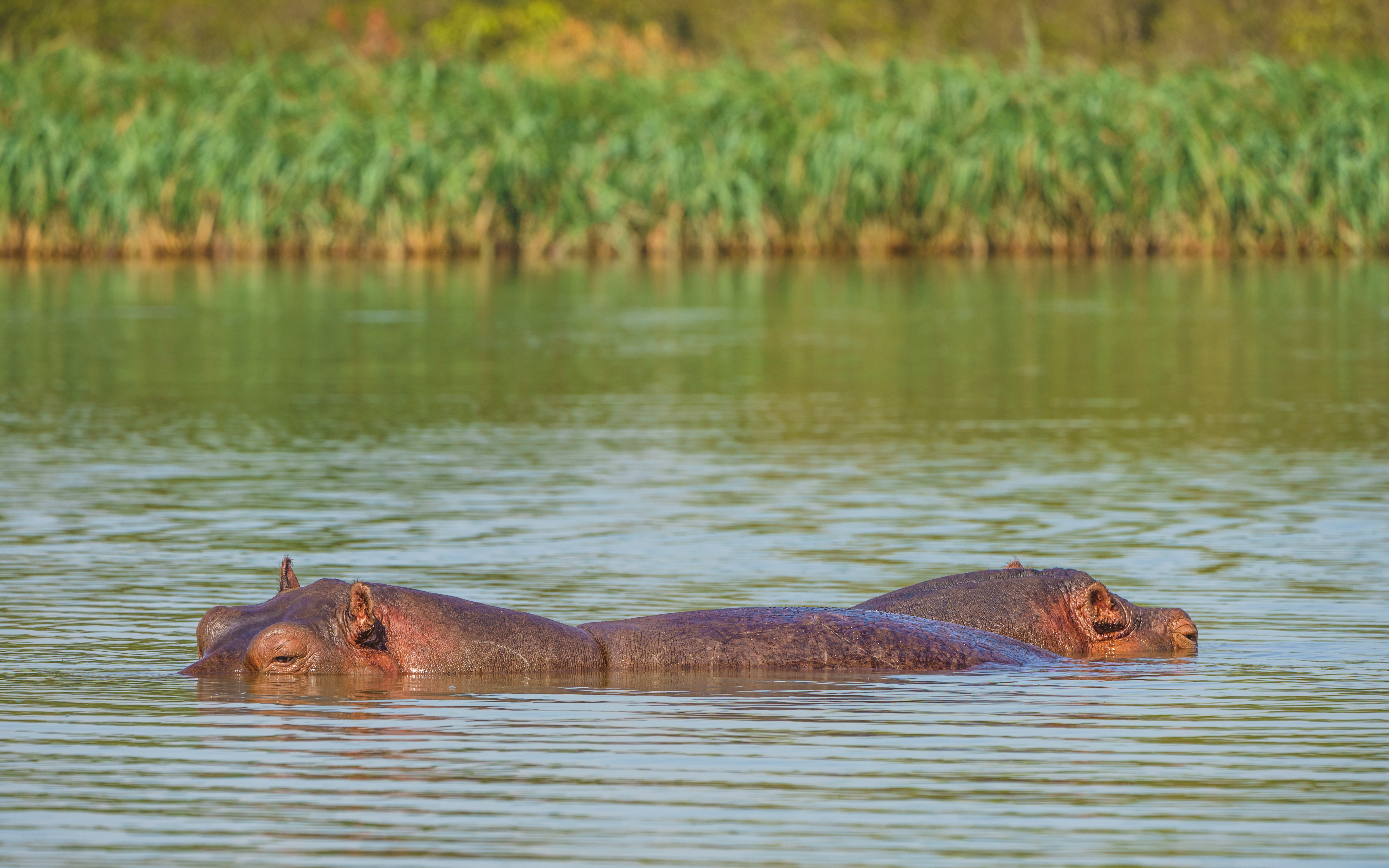
Flusspferde im Wasser nahe dem Blauer-Nil-Ausfluss
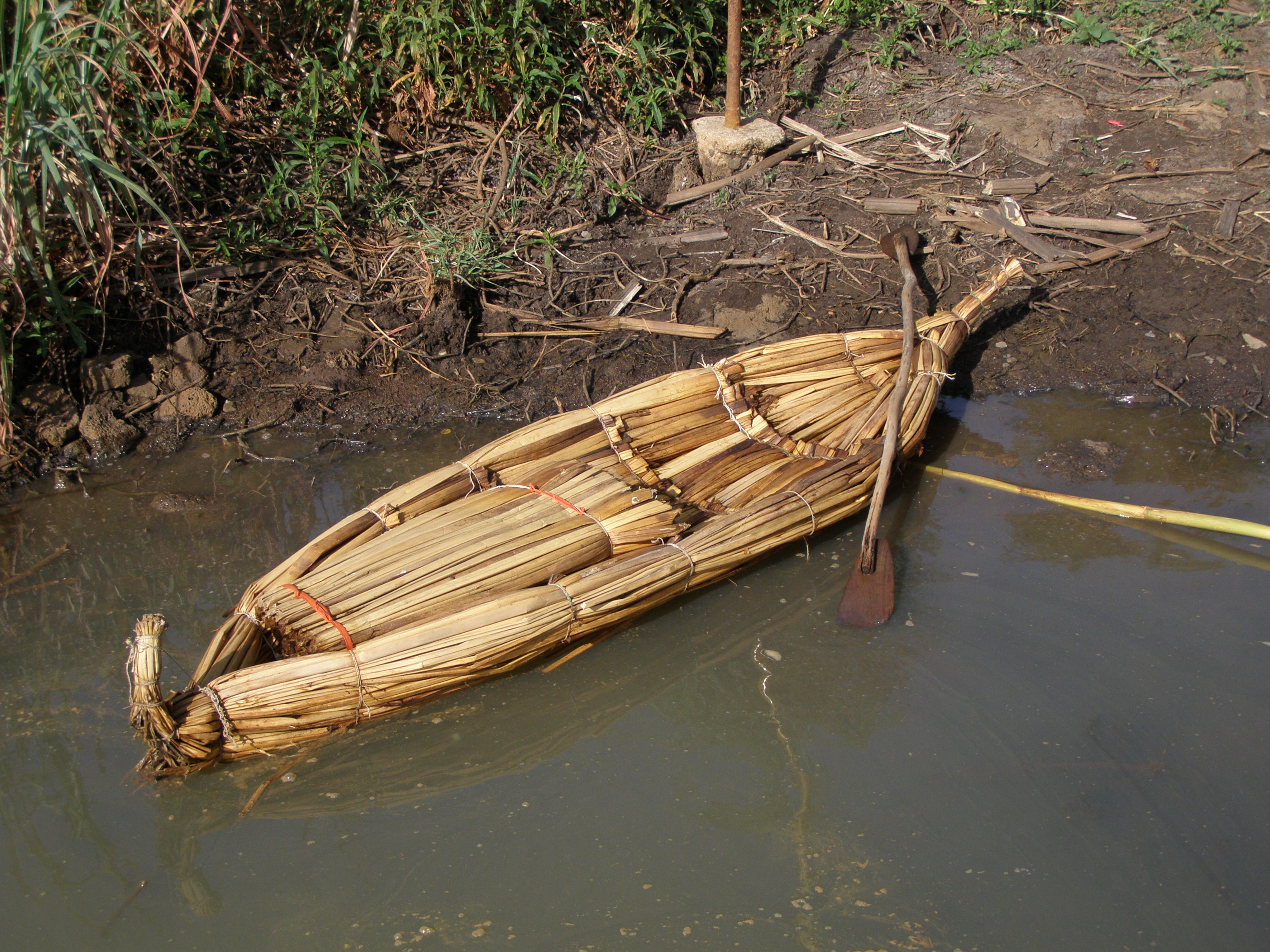
Ein aus Papyrus gefertigtes Tankwa